# قائمة العطل الرسمية في أرمينيا
قائمة العطل الرسمية في أرمينيا تتبع التالية:

## العطل الرسمية وذكرى مناسبات الأيام
وذكرى مناسبات الايام عطل أرمينيا:
| التاريخ                     | الاسم باللغة الإنجليزية                                                                                | الاسم المحلي | الملاحظات |
| --------------------------- | --- | --- | --- |
| 1–2 يناير                   | رأس السنة                                                                                              | Ամանոր | تقاليد (أيام عطلة) |
| 3–5 يناير                   | عطلة ما قبل عيد الميلاد                                                                                | Նախածննդյան տոներ | تقاليد أيام العطلة في 2018 ، أيام العمل من 2019 فصاعدًا |
| 6 يناير                     | عيد الميلاد                                                                                            | Սուրբ Ծնունդ | كنيسة الأرمن الأرثوذكس (أيام عطلة) |
| 7 يناير                     | يوم إحياء ذكرى الموتى بعد يوم عيد الميلاد                                                              | Սուրբ Ծննդյան և Հայտնության տոնին հաջորդող` Մեռելոց հիշատակի օր                                                       | كنيسة الأرمن الأرثوذكس (أيام عطلة) |
| 28 يناير                    | يوم الجيش                                                                                              | Բանակի օր | احتفالاً بتشكيل الجيش الأرمني في ذلك اليوم من عام 1992 (يوم عطلة) |
| 21 فبراير                   | اليوم العالمي للغة الأم                                                                                | Մայրենի լեզվի օր | |
| الخميس الثامن قبل عيد الفصح | Saint Vardanians Day-the day of good activities and national tribute                                   | Սուրբ Վարդանանց տոն՝ բարի գործի և ազգային տուրքի օր                                                                   | |
| 28 فبراير                   | يوم ذكرى ضحايا المجازر التي نُظمت في جمهورية أذربيجان الاشتراكية السوفياتية وحماية حقوق اللاجئين الأرمن | Ադրբեջանական ԽՍՀ-ում կազմակերպված ջարդերի զոհերի հիշատակի և բռնագաղթված հայ բնակչության իրավունքների պաշտպանության օր | |
| 8 مارس                      | اليوم العالمى للمرأة                                                                                   | Կանանց տոն | يوم المرأة (يوم عطلة) |
| 7 أبريل                     | يوم الأم                                                                                               | Մայրության և գեղեցկության տոն                                                                                         | |
| 24 أبريل                    | يوم تذكار المذبحة                                                                                      | Եղեռնի զոհերի հիշատակի օր                                                                                             | مذابح الأرمن في 1915 (يوم عطلة) |
| 1 مايو                      | يوم العمال العالمي                                                                                     | Աշխատանքի օր | يوم العمال العالمي (يوم عطلة) |
| 8 مايو                      | يوم الطلاب                                                                                             | Երկրապահի օր | |
| 9 مايو                      | عيد النصر على النازية                                                                                  | Հաղթանակի եւ Խաղաղության տոն                                                                                          | يوم تحرير شوشا - في 8 مايو 1992 قامت القوات الأرمينية بتحرير المدينة من القوات العسكرية الأذربيدجانية، والتي كانت علامة بارزة في حرب تحرير أرتساخ للأرمن. يوم النصر: 9 مايو (الحرب العالمية الثانية) كانت عطلة في جميع أنحاء الاتحاد السوفياتي وما زالت عطلة رسمية في أرمينيا. (يوم عطلة) |
| 15 مايو                     | يوم العائلة                                                                                            | Ընտանիքի օր | |
| 16 مايو                     | | Ուսանողների եւ երիտասարդների օր                                                                                       | |
| 28 مايو                     | عيد الجمهورية                                                                                          | Հանրապետության օր | تأسيس جمهورية أرمينيا عام 1918 (يوم عطلة) |
| 1 يونيو                     | يوم حماية حقوق الطفل                                                                                   | Երեխաների իրավունքների պաշտպանության օր                                                                               | |
| 14 يونيو                    | يوم ذكرى المقموعين                                                                                     | Բռնադատվածների հիշատակի օր                                                                                            | |
| اليوم 64 بعد عيد الفصح      | عطلة القديس اتشميادزين                                                                                 | Սուրբ Էջմիածնի տոն | |
| 5 يوليو                     | يوم الدستور                                                                                            | Սահմանադրության օր | سياسة أرمينيا في عام 1995 (يوم عطلة) |
| 1 سبتمبر                    | يوم المعرفة                                                                                            | Գիտելիքի և դպրության օր                                                                                               | بداية العام الدراسي |
| 21 سبتمبر                   | يوم الاستقلال                                                                                          | Անկախության օր | من الاتحاد السوفيتي عام 1991 (يوم عطلة) |
| 5 أكتوبر                    | يوم المعلم                                                                                             | Ուսուցչի օր | يوم المعلم العالمي |
| السبت الثاني من أكتوبر      | يوم المترجم                                                                                            | Թարգմանչաց տոն | |
| 10 نوفمبر                   | يوم الحكم الذاتي المحلي                                                                                | Տեղական ինքնակառավարման օր                                                                                            | |
| 7 ديسمبر                    | يوم ذكرى ضحايا الزلزال                                                                                 | Երկրաշարժի զոհերի հիշատակի օր                                                                                         | زلزال أرمينيا عام 1988. |
| 9 ديسمبر                    | يوم إدانة ومنع الإبادة الجماعية                                                                        | Ցեղասպանությունների դատապարտման եւ կանխարգելման օր                                                                    | |

كما تحتفل أرمينيا بأعياد تقليدية وعالمية ومهنية أخرى، وكذلك أعياد دينية.
كما تحتفل الأقليات القومية بأعيادها الوطنية.